# インゲボルク・ゾラー
インゲボルク・ゾラー（ドイツ語: Ingeborg "Inge" Solar、1926年12月21日 - 2017年11月27日）は、オーストリア出身のフィギュアスケート選手（女子シングル）。1948年サンモリッツオリンピックオーストリア代表。

## 主な戦績
| 大会/年            | 1942-43 | 1946-47 | 1947-48 | 1948-49 |
| ------------------ | ------- | ------- | ------- | ------- |
| オリンピック       |         |         | 20      |         |
| 欧州選手権         |         |         | 13      |         |
| オーストリア選手権 | 3       | 2       | 2       | 3       |